# حارة الصمود (الكود)

تعديل مصدري - تعديل

الصمود هي إحدى حارات حي صالح جميع بمدينة الكود التابعة لمحافظة أبين، بلغ تعداد سكانها 453 نسمة حسب تعداد اليمن لعام 2004.